# Villa Gabel

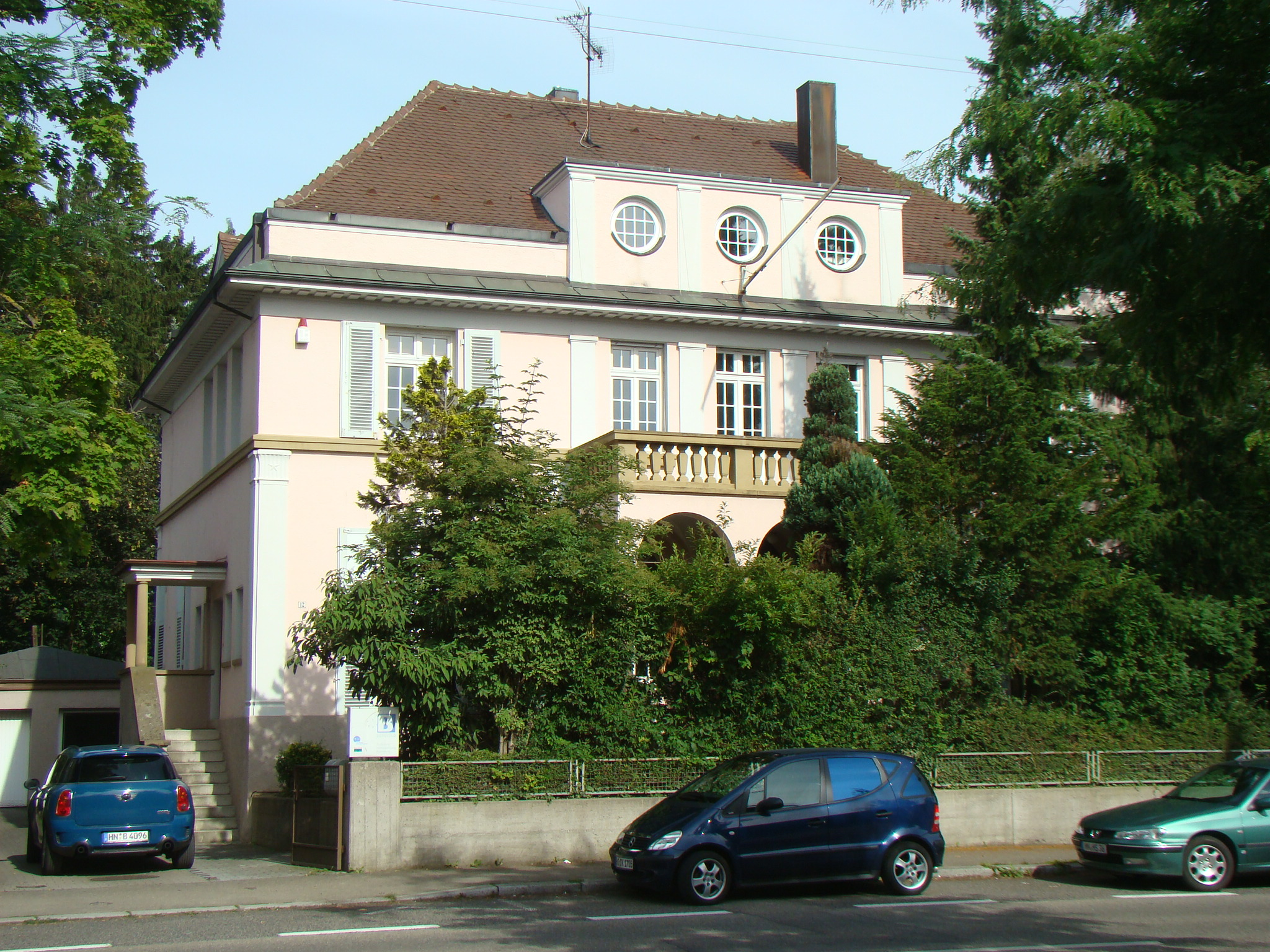
Villa Gabel in Heilbronn

Die Villa Gabel ist eine Villa in der Oststraße 12 in Heilbronn, die 1923 im Stil des Neoklassizismus erbaut worden ist. Das Gebäude steht als Kulturdenkmal unter Denkmalschutz.

## Beschreibung
Die Villa wurde von Adolf Mössinger für Anton Gabel geschaffen. Der zweistöckige Profanbau mit einer Fassade in Putz wird von der Symmetrie und der Horizontalen bestimmt. Eine Loggia mit darüberliegenden Balkon mit Balustrade bereichert den Baukörper zur Straße hin. Den Baukörper insgesamt schmückt als oberer Abschluss ein Dachgesims bzw. Kranzgesims, dem wiederum ein kleineres Geschoss mit Attika, Pilastergliederung (auf der sich früher Vasen befanden) und Okuli aufgesetzt wurde. Das Portal der historisierenden Villa wird von Säulen in dorischem Stil geschmückt.

## Geschichte
1950 besaß die Villa der Internist Friedrich Börstler. Außer ihm hatte damals auch der Frauenarzt Walter Kupferschmid seine Praxis in dem Gebäude. 1961 nutzte nur noch Börstler das Gebäude.
Heute wird das Gebäude als Bürogebäude genutzt.